# انتقال عبر الأنواع
الانتقال عبر الأنواع هو قدرة فيروس أجنبي على إصابة فرد ما وانتقاله عبر هذا الفرد ضمن المجموعة المضيفة الجديدة. يتطلب انتقال الفيروسات إلى مضيفات جديدة الاتصال بين الفيروس والفرد المضيف الذي سيصاب به ويسمح بتكاثره وتفشيه بين الأفراد، وذلك بالإضافة إلى القدرة على توليد أنواع فيروسية أخرى تستطيع الانتشار بكفاءة بين أفراد المضيف الجديد. يُشاهد الانتقال عبر الأنواع في الفيروسات الناشئة حين ينتقل نوع من الأنواع إلى نوع آخر ينتقل بدوره إلى البشر. ومن الأمثلة على ذلك فيروس نقص المناعة البشرية المكتسب/الإيدز والسارس والإيبولا وأنفلونزا الخنازير وداء الكلب وأنفلونزا الطيور.
تبقى الآلية الدقيقة التي تسهل عملية الانتقال غير معروفة، ولكن يُعتَقَد أن الفيروسات التي تملك معدل تطفر عالي قادرة على التغلب على الدفاعات المناعية الخاصة بالمضيف، وهذا يحدث بين الأنواع التي تملك معدلات اتصال عالية. قد يحدث ذلك أيضًا بين الأنواع التي تملك معدلات اتصال منخفضة ولكن عادةً من خلال أنواع وسيطة. الخفافيش -على سبيل المثال- هي ثدييات يمكنها أن تنقل داء الكلب مباشرةً إلى البشر عن طريق اللسع وأيضًا عن طريق الهباء الجوي للعاب وبول الخفافيش الذي تمتصه بعد ذلك الأغشية المخاطية البشرية في الأنف والفم والعينين. ملاحظة: يُعرَّف حدث تحول المضيف على أنه سلالة كانت حيوانية المنشأ سابقًا ولكنها تنتشر الآن بين البشر حصريًا.
يعتقد أن التشابه بين الأنواع -على سبيل المثال- يسهل الانتقال عبر الأنواع بسبب الدفاعات المناعية المتماثلة –كما في الثدييات مثلًا. تشمل العوامل الأخرى المنطقة الجغرافية والسلوكيات داخل الأنواع والترابط التطوري. يعتمد ظهور الفيروس على عاملين هما: العدوى الأولية والانتقال المستمر بين أفراد النوع.

## معدل الانتشار
يعد الانتقال عبر الأنواع أهم سبب لظهور الأمراض بين البشر والأنواع الأخرى، وتعتبر الأمراض الجرثومية التي تنقلها الحيوانات البرية أيضًا من أكبر مجموعات الأمراض التي تصيب الإنسان. يملك انتقال الأمراض بين الحيوانات البرية والماشية تأثيرات اقتصادية هامة على الزراعة بسبب انخفاض إنتاجية الثروة الحيوانية وفرض قيود على التصدير، وهذا ما يجعل الانتقال عبر الأنواع مصدر قلق كبير على الصحة العامة والزراعة وإدارة الحياة البرية.
نشأت نسبة كبيرة من مسببات الأمراض الفيروسية التي أصابت البشر مؤخرًا من أنواع حيوانية مختلفة، ومن الأمثلة على ذلك الأوبئة الحديثة كأنفلونزا الطيور والإيبولا وجدري القرود وفيروسات هانتا. يوجد أدلة تشير إلى إمكانية عودة إصابة البشر بعوامل وبائية ممرضة قضي عليها لدينا بسبب إصابتها من جديد لمضيفات حيوانية، وهذا ما قد يحدث مع الفيروسات الحصبية التي يمكنها بسهولة عبور حواجز الأنواع. قد يكون للانتقال عبر الأنواع تأثير كبير على الصناعات المنتجة أيضًا. نشأ النمط المصلي الأول للفيروس الطيري المخاطي ذو النمط الوراثي السادس نتيجة الانتقال عبر الأنواع من الدجاجيات (أي الدجاج) إلى الحماميات وأصبح منتشرًا في صناعة الدواجن. يعتبر انتقال فيروسات الكلب بي الأنواع أحد الشواغل الرئيسية لإدارة الحياة البرية؛ إذ تزيد إصابة هذه الفيروسات للحيوانات البرية من خطر التعرض البشري مما يهدد التقدم الحالي في مكافحة داء الكلب.
تصيب العديد من مسببات الأمراض مضيفات معينة، وهو ما يفسر الحفاظ على سلالات مميزة في بعض الأنواع المضيفة. يتعين على مسببات الأمراض التغلب على خصوصية مضيفها للعبور إلى نوع مضيف جديد. شككت بعض الدراسات بأهمية خصوصية المضيف حاليًا، وقالت إن الانتقال عبر الأنواع موجود أكثر مما اعتُقِد سابقًا. تكون معدلات الوفاة لدى المضيفين الأصليين عادةً منخفضة عند الإصابة، بينما تكون معدلات الوفيات أعلى بكثير في المضيفين الجدد.

### الانتقال بين البشر والرئيسيات غير البشرية
يكون انتقال الأمراض بين الرئيسيات الأخرى غير البشرية والبشر شائعًا نسبيًا نظرًا للعلاقة الوثيقة بينهم، وقد يُشكِّل مصدر قلق كبير للصحة العامة. ترتبط بعض الأمراض المعدية مثل فيروس نقص المناعة البشرية والفيروسات الغدية البشرية بالتواصل مع الرئيسيات الأخرى غير البشرية. يجب أخذ الاحتياطات اللازمة لمنع انتقال الأمراض في الأماكن التي يحدث فيها اتصال بين البشر والرئيسيات الأخرى غير البشرية. تملك الفيروسات الرغوية القردية (وهي فيروسات ارتجاعية) معدلات انتقال عالية بين الأنواع؛ إذ قد يصيب البشر الذين تعرضوا للعض من الرئيسيات الأخرى غير البشرية المصابين بهذا النوع من الفيروسات. تسبب ذلك بنمو مخاوف صحية في أماكن مثل إندونيسيا حيث يمكن لزائرين معابد القرود أن يصابوا بالفيروسات الرغوية القردية بعد انتقالها إليهم من قرود المكاك طويلة الذيل الموجودة في تلك المعابد. تكون فيروسات تيتي الغدية القردية مختلفة بشدة عن الفيروسات الغدية الأخرى؛ إذ تتقاسم أقل من 57٪ من النوكليوتيدات الزوجية مع الفيروسات الغدية الأخرى. تملك الفيروسات القردية هذه معدل وفيات مرتفع في القردة (83٪)، وهو قادر على الانتشار عبر المضيفات البشرية.